# Politikens filmjournal 102
|  | Denne artikel er oprettet af botten Steenthbot ud fra en ekstern database. Den kan derfor have sproglige fejl eller mangler. Denne skabelon kan fjernes efter kontrol af indholdet. |

Politikens filmjournal 102 er en dansk dokumentarisk optagelse fra 1951.

## Handling
1) Frankrig: Marskal Pétain bisættes på den lille atlanterhavsø Yeu.

2) Iran: USAs udsending Averell Harriman i Teheran for at mægle i oliekonflikten mellem Persien og England. Voldsomme gadeoptøjer i forbindelse med besøget.

3) Tyskland: Moderne bekæmpelse af Colorado-billen med helikopter.

4) Frankrig: Modeopvisning på oceandamper.

5) Sommerfodbold i Hornbæk mellem lokale spillere og et udvalgt hold med professionelle danske spillere fra Italien.

6) USA: Parcelhus bygges på rekordtid i Californien (3,5 time) med en hær af håndværkere.

7) USA: Små amerikanske drenge spiller golf i Orlando, Florida.

8) Tyskland: Biler "spiller" polo-fodboldkamp.

## Medvirkende
- Knud Lundberg
- Gunnar Nu Hansen